# Andevoranto
Andevoranto  este o comună rurală din  Districtul Brickaville, regiunea Atsinanana, Madagascar.
Este situat în apropierea coastei și în apropierea gurii de vărsare a râului Rianila la o distanță de 20 de kilometri de Brickaville.
În timpul dominației coloniale franceze a insulei, Andrevoranto a fost capitala provinciei Andevoranto, iar sursele au descris-o, de asemenea, ca o fostă capitală a poporului Betsimisaraka din regiune.  Orașul a fost în acel moment, de asemenea, intersecția unui număr de drumuri importante, inclusiv drumul cheie de la coastă la capitala, Antananarivo. Astăzi, ruta cheie a Route nationale 2 din capitală este situată la vest de Andevoranto.

## Geografie
Este situat la 20 km sud de Brickaville și la 100 km de Toamasina.

## Sate
12 fokontany (sate) fac parte din această comună: Andovoranto, Ambatobe, Ianakonitra, Andavakimena, Sondrara, Manakambahiny, Ambodivoara, Vohitrampasina, Vavony, Ambila Lemaitso, Manaratsandry și Manerinerina.